# Lusashogh
Lusashogh là một đô thị thuộc tỉnh Ararat, Armenia. Dân số ước tính năm 2011 là 634 người.